# Boki (Nigeria)
Pour les articles homonymes, voir Boki.

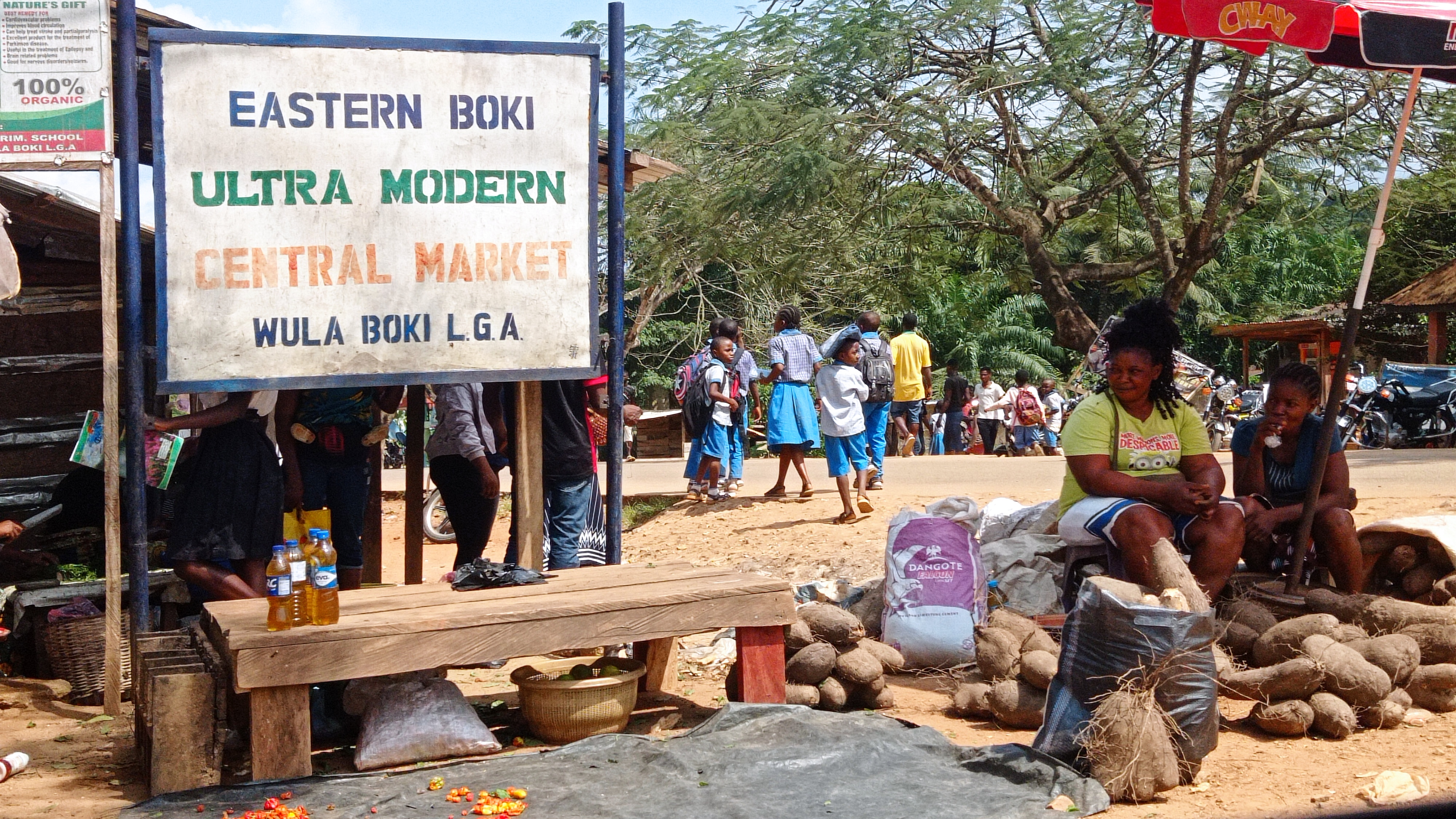
marché de Eastern Boki

Boki est une zone de gouvernement local de l'État de Cross River au Nigeria,.

## Source
- (en) Cet article est partiellement ou en totalité issu de l’article de Wikipédia en anglais intitulé « Boki, Nigeria » (voir la liste des auteurs).